# Xanthomima seminigra
Xanthomima seminigra är en fjärilsart som beskrevs av W. Warren 1897. Xanthomima seminigra ingår i släktet Xanthomima och familjen mätare. Inga underarter finns listade i Catalogue of Life.